# Politico 28
A Politico 28 Európa legbefolyásosabb embereinek éves rangsora a Politico Europe összeállításában. A kontinens legnagyobb hatalmú embere mellett három kategóriába − „cselekvők”, „álmodozók” és „felforgatók” – sorol be 9–9 embert; ezek a kategóriák különböző jellegű hatalmat jelenítenek meg.
A Körkép felvidéki hírportál szerint egy „belliberális vonalat követő lap” listája, amelyen „csak azok kerülhettek előkelő helyekre, akik szolgalelkűen a globalista-atlantista és liberális értékeknek vetik alá magukat”.

## Class of 2022
| Kategória                      | #  | Kép | Név                      | Jelző                         |
| ------------------------------ | -- | --- | ------------------------ | ----------------------------- |
| Európa legbefolyásosabb embere | 1. |     | Mario Draghi             | A politikai technokrata       |
| Cselekvők                      | 1. |     | Olaf Scholz              | Az utód                       |
| Cselekvők                      | 2. |     | Emmanuel Macron          | A törekvő                     |
| Cselekvők                      | 3. |     | Christine Lagarde        | A solymász                    |
| Cselekvők                      | 4. |     | Frans Timmermans         | Az értékesítő                 |
| Cselekvők                      | 5. |     | Rishi Sunak              | A pénzeszsák                  |
| Cselekvők                      | 6. |     | Laura Codruța Kövesi     | A törvény hosszú karja        |
| Cselekvők                      | 7. |     | Koen Lenaerts            | A főbíró                      |
| Cselekvők                      | 8. |     | Maroš Šefčovič           | Az alkukötő                   |
| Cselekvők                      | 9. |     | Alexander Van der Bellen | A professzor                  |
| Álmodozók                      | 1. |     | Anne Hidalgo             | A városi forradalmár          |
| Álmodozók                      | 2. |     | Ursula von der Leyen     | A pandémiás elnök             |
| Álmodozók                      | 3. |     | Gabrielius Landsbergis   | A sárkányölő                  |
| Álmodozók                      | 4. |     | Eleni Myrivili           | Az úttörő                     |
| Álmodozók                      | 5. |     | Márki-Zay Péter          | A zászlóvivő                  |
| Álmodozók                      | 6. |     | Maia Sandu               | A kötéltáncos                 |
| Álmodozók                      | 7. |     | Helle Thorning-Schmidt   | A cenzor                      |
| Álmodozók                      | 8. |     | Samantha Cristoforetti   | Az euronauta                  |
| Álmodozók                      | 9. |     | Jeremy Farrar            | A filantróp                   |
| Felforgatók                    | 1. |     | Donald Tusk              | A felkelőellenes              |
| Felforgatók                    | 2. |     | Ngozi Okonjo-Iweala      | A bajkeverő                   |
| Felforgatók                    | 3. |     | Eliot Higgins            | A nyomozó                     |
| Felforgatók                    | 4. |     | Christian Lindner        | A fukar                       |
| Felforgatók                    | 5. |     | Orbán Viktor             | Az ember, akit le kell győzni |
| Felforgatók                    | 6. |     | Isabel Díaz Ayuso        | A bárok védőszentje           |
| Felforgatók                    | 7. |     | Aleksander Čeferin       | A kapus                       |
| Felforgatók                    | 8. |     | Carrie Johnson           | A bennfentes                  |
| Felforgatók                    | 9. |     | Aljakszandr Lukasenka    | A kártevő                     |

## Class of 2023
| Kategória                      | #  | Kép | Név                  | Jelző                    |
| ------------------------------ | -- | --- | -------------------- | ------------------------ |
| Európa legbefolyásosabb embere | 1. |     | Volodimir Zelenszkij | Az európai               |
| Cselekvők                      | 1. |     | Robert Habeck        | Az igazi kancellár       |
| Cselekvők                      | 2. |     | Christine Lagarde    | A tűzoltó                |
| Cselekvők                      | 3. |     | Christopher Cavoli   | A tábornok               |
| Cselekvők                      | 4. |     | Recep Tayyip Erdoğan | A sötét ló               |
| Cselekvők                      | 5. |     | Kaja Kallas          | A Kasszandra             |
| Cselekvők                      | 6. |     | Denis Redonnet       | A végrehajtó             |
| Cselekvők                      | 7. |     | Marine Le Pen        | A veterán                |
| Cselekvők                      | 8. |     | Aija Kalnaja         | A zsaru                  |
| Cselekvők                      | 9. |     | Bjoern Seibert       | A tárgyalópartner        |
| Álmodozók                      | 1. |     | Sanna Marin          | A partivezető            |
| Álmodozók                      | 2. |     | Nicola Sturgeon      | A visszaeső tettes       |
| Álmodozók                      | 3. |     | Eric Huang           | A nagykövet              |
| Álmodozók                      | 4. |     | Elke Van den Brandt  | Az autofób               |
| Álmodozók                      | 5. |     | Pap Ndiaye           | A közvetítő              |
| Álmodozók                      | 6. |     | Frans Timmermans     | A zöld óriás             |
| Álmodozók                      | 7. |     | Thierry Breton       | A független              |
| Álmodozók                      | 8. |     | Sieta van Keimpema   | A visszavágó             |
| Álmodozók                      | 9. |     | Vlagyimir Putyin     | A vesztes                |
| Felforgatók                    | 1. |     | Giorgia Meloni       | La Duce                  |
| Felforgatók                    | 2. |     | Orbán Viktor         | A belső ellenség         |
| Felforgatók                    | 3. |     | Keir Starmer         | Az árnyék-miniszterelnök |
| Felforgatók                    | 4. |     | Jean-Luc Mélenchon   | A francia ellenállás     |
| Felforgatók                    | 5. |     | Alberto Núñez Feijóo | A pragmatikus            |
| Felforgatók                    | 6. |     | Carlos Tavares       | A csavarkulcs            |
| Felforgatók                    | 7. |     | Ylva Johansson       | A védelmező              |
| Felforgatók                    | 8. |     | Kiriákosz Micotákisz | A megkopott pajzs        |
| Felforgatók                    | 9. |     | Szergej Lavrov       | A sötét diplomata        |